# Световният търговски център (филм)
„Световният търговски център“ (на английски: World Trade Center) е американска драма от 2006 г. на режисьора Оливър Стоун за атентатите от 11 септември 2001 г. Във филма участват Никълъс Кейдж, Мария Бело, Майкъл Пеня, Маги Джилънхол, Стивън Дорф и Майкъл Шанън. Филмът е заснет между октомври 2005 г. и февруари 2006 г. и е пуснат по кината в Съединените щати на 9 август 2006 г.